# 東京ペールワン
東京ペールワン（とうきょうペールワン）は、日本のお笑いコンビ。西口エンタテインメント所属。

## メンバー
- ユンボ安藤 （ユンボあんどう：1973年4月6日 - ）

ボケ担当。神奈川県出身。本名・安藤哲也。血液型：B型。身長177cm、体重80kg。趣味・特技：逆さ言葉、知ったかぶり、野球指導。
- エール橋本 （エールはしもと：1970年11月24日 - ）

ツッコミ担当。京都府出身。本名・橋本貴広。血液型：O型。身長172cm、体重61kg。趣味・特技：音楽鑑賞、旅行、ラーメン・スィーツ探し。

## 経歴・逸話

### コンビ
- 以前は、クリア・アップに所属していた。
- コンビ結成までは、安藤は「アンポンタン」、橋本は「トレメンダンス」というそれぞれ別のコンビを組んでいた。
- 2001年には、ギャクプロレス団体「西口プロレス」旗揚げにも参加。かつて共にレスラーとして活躍していたが、現在は主に実況・解説を担当している。
- 他の芸人と共に漫才限定ライブ「漫才バカ一代」を3ヶ月に一度のペースで合同主催している。
- 現在では、お互いピンでの活動も多い。
- 披露するネタは、主に漫才が多い。コントを披露することもある。

### 安藤
- 松尾アトム前派出所は弟子である。
- 1998年に『雷波少年』の企画「熱狂的巨人ファン」に挑戦し、1999年の企画開始の回で土屋Pにより公表かつ顔も映された。
- ラブホテルでバイトをしていた。
- 西口でのキャッチフレーズは「火曜日よりの使者」。
- ぐるぐるナインティナインのおもしろ荘には、デスペラード、外苑警備隊原田らを引き連れ「ユンボ団」として出演。
- 世界のうめざわとは家が近所で、仲が良い。
- ピン芸の際には、派手なシャツにパンチパーマのカツラを付けることが多い。主な持ちネタに、この格好でダフ屋に扮し「チケットあるよ〜、チケット」のセリフから「チケット」に語感の似た言葉に徐々に変わっていくというものなどがある。これと同じようなパターンのネタで、竿竹屋に扮して、徐々に「竿竹」に似たような言葉に変えていくというものもある。
- 男性からの支持は若干あるが、女性や子供からの支持はまったくといっていいほどないという。
- 2015年から金髪にしている。
- 渡辺隆（錦鯉）の仲の良い芸人4組に選ばれている(YouTube 納言 薄幸の「やさぐれ酒場」にて語られた)。

### 橋本
- 西口プロレスにレスラーとして参加する際は、「Dr.ダーレ」もしくは「実況マン」名義の時もある。
- 西口でのキャッチコピーは「戦慄の医療ミス」。
- 西口プロレスの旗揚げから現在にいたるまでをまとめた小説「西口プロレス」を本名で執筆。
- 島田夫妻とは親交が深く、夫妻の自宅で一緒にパーティーをしたりしている。
- 移動は自転車。

## 出演

### テレビ番組
- 人類滅亡と13のコント集（日本テレビ）
- インディウォーズ（日本テレビ）
- 女人禁制Z会リポート（CS日テレ）
- 浅草キッドの「浅草キッド」（パーフェクトチョイス）
- バカ世界一決定戦!~西口プロレス・ザ・ワールド~（GyaO）
- お笑いメリーゴーランド（TBS）長州小力チームで出演
- デジドルファクトリー（テレビ朝日）
- 出動!ミニスカポリス（テレビ東京）
- マジ☆ワラ（テレビ東京）
- 東京ペールワンのあっ!とみゅーじっく♪（あっ!とおどろく放送局）
- 前略!東京ペールワン（インターネットTV）
- 東京ペールワン解体新書（インターネットTV）
- 志村けんのバカ殿様（フジテレビ、橋本のみ）
- 志村通（フジテレビ、橋本のみ）
- 志村流（フジテレビ、橋本のみ）
- たけし☆志村市場最強の爆笑スペシャル!!（フジテレビ、橋本のみ）
- ものまねバトル（日本テレビ、橋本のみ）
- 王様のブランチ（TBS、橋本のみ）
- ぐるぐるナインティナイン「おもしろ荘へいらっしゃい!」（日本テレビ、安藤のみ）
- タモリ倶楽部（テレビ朝日、安藤のみ）
- カンニングの恋愛中毒（GyaO、安藤のみ）
- 雷波少年「雷波少年系熱狂的巨人ファン」（日本テレビ、安藤のみ）
- 新春かくし芸大会（フジテレビ、安藤のみ）
- ニンニンちくび（インターネットTV、安藤のみ）
- AKIBA18エンタメTV（あっ!とおどろく放送局、2011年5月26日、7月8日、8月26日・橋本のみ）
- 北野演芸館〜たけしが本気で選んだ芸人大集結SP〜（毎日放送・TBS系）
- 三又ノ番組（KHB東日本放送）

### 映画
- 東京アディオス（2019年、プレシディオ）

### CM
- 互助会（冠結婚葬祭、橋本のみ）

### ラジオ
- お笑い調査隊（ラジオ日本）
- 小川麻琴のドリームマッチ! （K'z Station：2011年5月 - ）（橋本のみ）

### DVD
- 嗚呼、涙のハードコアお笑い劇場（松沢呉一監修）

## 出版書籍
- 小説「西口プロレス」マガジン・マガジン刊　橋本貴広著